# 4251 Каваш
4251 Каваш (4251 Kavasch) — астероїд головного поясу, відкритий 11 травня 1985 року.
Тіссеранів параметр щодо Юпітера — 3,501.